# Noordeinde (Alkmaar)
Noordeinde (52° 34′ N, 4° 50′ L) é uma cidade dos Países Baixos, na província de Holanda do Norte. Noordeinde (Alkmaar) pertence ao município de Alkmaar, e está situada a 10 km sudeste de Alkmaar.
A área de Noordeinde, que também inclui as partes periféricas da cidade, bem como a zona rural circundante, tem uma população estimada em 100 habitantes.